# Amilcar Lobo Moreira
Pour les articles homonymes, voir Moreira.
Amilcar Lobo Moreira da Silva était un médecin psychanalyste brésilien, qui participa activement aux séances de torture lors de la dictature militaire, en particulier pendant la première moitié des années 1970. Décédé depuis, il est survécu par sa veuve, Maria Helena Gomes de Souza. Révélée dès les années 1970, l'affaire ne prit toute son ampleur que dans les années 1980, le rôle de l'International Psychoanalytical Association (IPA), qui s'abstint de le condamner officiellement jusqu'à 1995, demeure controversé.

## Affaire Lobo
Lors de la transition démocratique, il avoue au Jornal do Brasil, en 1986, sa participation, déclarant notamment que l'ancien député Rubens Paiva était décédé à la suite de la torture en 1971. Il dit alors être devenu un rouage du système politico-militaire.
Bien que ne manifestant aucun remords, il dénonce deux autres tortionnaires, et par la suite, est victime de deux tentatives d'assassinat .
Dès 1973, le journal clandestin Voz Operária dénonce les agissements d'Amilcar Lobo, membre de la SPRJ (Sociedade psicanalítica do Rio de Janeiro), qui a commencé une cure psychanalytique en 1970et travaille avec les militaires au DOI-CODI (en) (la police politique) de Rio lors des interrogatoires.
Une autre psychanalyste, membre de la société rivale SPBRJ, Helena Besserman Vianna, envoie la coupure de presse en Argentine, où elle est publiée dans la revue Questionamos, dirigée par Maria Langer. Cette dénonciation d'Amilcar Lobo et de son analyste, Leáo Cabernite, est transmise à l'International Psychoanalytical Association (IPA) et à ses différentes branches régionales. Mais ni Serge Lebovici, président de l'IPA, ni David Zimmermann, président du Coordinating Committee for Psychoanalytic Organizations in Latin America, ne prêtent foi à ces allégations. Une campagne de dénigrement voire de persécution est initiée contre Helena Besserman Vianna, identifiée par la police à l'aide d'une expertise graphologique faite à la demande des deux sociétés de psychanalyse de Rio. Un comité de l'IPA vient à Rio pour éclaircir l'affaire, sans résultats. Pour Füchtner, « la direction de la Société brésilienne de psychanalyse travaillait d'évidence main dans la main avec la police politique » . Toutefois selon la revue istoé, en 1973, son analyste mit fin à sa cure, et Amilcar Lobo ne parvient à achever le parcours menant au titre de psychanalyste de l'IPA. Cela ne l'empêche pas d'ouvrir un cabinet: il a six patients, en 1986, à sa clinique de Copacabana.
En octobre 1980, Amilcar Lobo est exclu de la SPRJ, et identifié l'année suivante par des ex-prisonniers politiques témoignant devant la Commission des droits de l'homme de l'Association du Barreau brésilien. Ceux-ci déclarent alors que Lobo n'a pas lui-même torturé de façon personnelle les détenus, mais était chargé de les maintenir en vie afin de prolonger les séances. Outre cette supervision de l'état de santé, il administrait lui-même, par voie sanguine, des produits censés agir comme « sérum de vérité ». 
Ces accusations sont réitérées en 1986, par un groupe d'anciens prisonniers politiques, devant le SPRJ. Le 1er octobre 1986, la revue Istoé publie ainsi un article titré « La psychanalyse de la peur ». Plusieurs psychanalystes, dont Hélio Pellegrino et  Eduardo Mascarenhas, ont été exclus de cette dernière pour avoir dénoncé les actes passés d'Amilcar Lobo.
Sa culpabilité avérée, Lobo est radié du registre des médecins par le conseil médical régional en 1988. Le Grupo Tortura Nunca Mais/RJ participa activement aux débats, lors desquels le médecin Ricardo Agnese Fayad, qui vit sa licence retirée en 1994, fut aussi mis en cause.
Cette sentence fut cependant commuée par le conseil fédéral, qui l'allégea en suspension de 30 jours. Le scandale rebondit lorsque le SPRJ ré-intègre son analyste, Leáo Cabernite, qui a démissionné auparavant en protestation contre la suspension d'Amilcar Lobo, menant en 1995 à une scission avec la création du Groupo Pró-Etica et de son journal, Destacamento. En 1995, sous la présidence d'Horacio Etchegoyen, le comité exécutif réhabilite Helena Besserman Vianna. Deux ans plus tard, Leáo Cabernite démissionne, étant interdit d'adhérer à quelque branche que ce soit de l'IPA.
En 2000, le gynécologue José Lino Coutinho est le troisième médecin à être radié par le Conseil fédéral des médecins, après Amilcar Lobo et Ricardo Agnese Fayad, pour sa participation à la torture sous la dictature.